# 千曲川橋 (長野自動車道)
千曲川橋（日语：／）是日本長野縣的一座高速公路桥梁，跨越千曲川（信浓川的上游），连接長野市篠ノ井塩崎和千曲市大字屋代，承载長野自動車道（E19），长532.7米，宽20.4米，1993年3月25日建成通车。